# 博胡斯拉夫 (巴甫洛赫拉德區)
博胡斯拉夫，是烏克蘭中部第聶伯羅彼得羅夫斯克州巴甫洛赫拉德区波赫丹尼夫卡市镇内的村落。處於薩馬拉河左岸，距離奧列菲里夫卡和巴甫洛赫拉德3公里，海拔高度68米，2001年人口3,880。